# Serzedo (Guimarães)
Serzedo ist ein Ort und eine ehemalige Gemeinde (Freguesia) im Norden Portugals.
Serzedo gehört zum Kreis Guimarães im Distrikt Braga. Die Gemeinde hatte eine Fläche von 2,5 km² und 1194 Einwohner (Stand 30. Juni 2011). Die Gemeinde ist überwiegend städtisch geprägt.
Am 29. September 2013 wurden die Gemeinden Serzedo und Calvos zur neuen Gemeinde União das Freguesias de Serzedo e Calvos zusammengeschlossen.